# Tianyuan
För andra betydelser, se Tianyuan (olika betydelser).
Tianyuan är ett stadsdistrikt och säte för stadsfullmäktige i Zhuzhou i Hunan-provinsen i södra Kina.
1. ↑  http://www.geohive.com/cntry/CN-43_ext.aspx